# Fionnuala Sherry
Fionnuala Sherry és una violinista irlandesa que forma part de Secret Garden, un grup que toca principalment música cèltica i new age i que va guanyar el Festival de la Cançó d'Eurovisió 1995 amb la cançó "Nocturne" representant a Noruega.
Fionnuala va créixer i anà a escola en Naas, en el comtat de Kildare, Irlanda, habitant en el se d'una família amb tradició musical que encengué la seua passió per la música a primerenca edat. Començà per tocar el violí als vuit anys i als quinze se traslladà a estudiar música a Dublín. Es graduà amb honors del Trinity College i del Col·legi de Música d'aquesta ciutat i fou contractada per l'orquestra de RTE, on romangué durant deu anys.
Fionnuala posseïx un enorme interès per la música, i açò pot veure's en els projectes i els artistes amb els quals ha estat involucrada (The Chieftains, Van Morrison, Sinéad O'Connor, etc.). Ha gravat també juntament amb la Irish Film Orchestra la banda sonora de diverses pel·lícules de Hollywood. És aquest mateix interès el qual la dugué a escriure i presentar les seues pròpies sèries musicals per a xiquets en la televisió nacional d'Irlanda, i després, a conèixer a Rolf Lovland i fundar Secret Garden el 1994.
Fionnuala, en estudi o sobre l'escenari, toca un violí English John Edward Betts de 1790.